# دانييل كيلر
دانييل كيلر (بالإسبانية: Daniel Killer)‏ مواليد 21 ديسمبر 1949 في روساريو، هو لاعب كرة قدم أرجنتيني دولي سابق كان يلعب كمدافع. اعتزل اللعب عام 1987. سبق له أن لعب في كأس العالم لكرة القدم مع منتخب بلاده. بدأ مسيرته الرياضية عام 1970.

## المسيرة الاحترافية

### أندية لعب لها
- روزاريو سنترال
- نادي راسينغ
- نيولز أولد بويز
- فيليز سارسفيلد
- يونيون

## روابط خارجية
- دانييل كيلر على موقع الاتحاد الدولي (مؤرشف)  (الإنجليزية)
- دانييل كيلر على موقع قاعدة بيانات كرة القدم.إي يو (الإنجليزية)
- دانييل كيلر على موقع ناشيونال فوتبول تيمز (الإنجليزية)
- دانييل كيلر على موقع عالم كرة القدم.نت (الإنجليزية)